# Hayden Christensen
Hayden Christensen, kanadski filmski igralec, * 19. april 1981, Vancouver, Britanska Kolumbija, Kanada.
Najbolj je poznan po vlogah v filmski seriji Vojna Zvezd. V drugem in tretjem delu serije je igral Anakina Skywalkerja, mladega jedija, ki prestopi na temno stran.
Z igranjem je pričel leta 1994 v različnih televizijskih serijah. Njegova velika priložnost se je ponudila, ko je bil izbran za vlogo Scotta Berringerja, mladostnika, ki se po spolni zlorabi mačehe zateče k mamilom, v seriji Higher Ground, v produkciji Fox Family Network. Njegov lik je eden izmed osrednjih likov serije. Istega leta je igral v TV filmu Trapped in a purpule Haz, v katerem je igral skupaj s svojim prijateljem Jonathanom Jacksonom.
12. maja 2000 je Hayden naznanil, da bo igral vlogo Anakina Skywalkerja v naslednjih dveh epizodah Vojne zvezd in sicer Epizoda II – Napad klonov (Attack of the Clones) in Epizoda III – Maščevanje Sitha (Revenge of the Sith). Za vlogo Anakina ga je med 400 kandidati, med katerimi sta bila tudi Leonardo DiCaprio in Jonathan Jackson, izbral sam režiser George Lucas, saj je želel igralca s surovim talentom, ki bi se ujel s soigralko Natalie Portman.
Za vlogo Sama Monroea v filmu Hiša na pečini (2001) je dobil nagrado za najboljšega debitanta leta, ki mu jo je podelilo Nacionalno združenje kritikov. Z isto vlogo je bil nominiran še dvakrat in sicer za zlati globus ter Screen actors guild awards za najboljšega stranskega igralca.
Leta 2007 je z Jessico Albo zaigral v filmu Awake.